# NGC 5247
NGC 5247 es una galaxia espiral en la constelación de Virgo, ubicada entre 60–70 millones de años luz.